# Derry Brook
Der Derry Brook ist ein Wasserlauf in Wiltshire, England. Er entsteht am Ravensroost Wood südlich des Ortes Minety. Er fließt in nördlicher Richtung bis zu seiner Mündung in den Swill Brook.